# Світовий день молоді

Реверс золотої монети, присвяченої відзначенню Дня в 2008 році в Сіднеї із зображенням Папи Римського Бенедикта XVI. Виготовлено з золота 999,9 проби вагою 1 тройська унція кожна. Якість карбування — пруф. Номінал — 100 австралійських доларів; тираж — 1000.

Світовий день молоді (англ. World Youth Day, італ. Giornata mondiale della gioventù) — захід Римо-католицької церкви, спрямований на молодь.
Коли Іван Павло II запропонував організувати Світові Дні Молоді, ніхто у Ватикані не хотів цього, але Папа був непохитний, — розповідає Марчелло Бедесчі, глава Фонду Івана Павла II в Папській Раді у справах мирян виданню «Річ Посполита».
Співорганізатор перших Світових Днів Молоді згадує, що ця пригода почалося з ініціативи польського Папи, який з самого початку свого понтифікату багато уваги присвятив молоді та труднощам, з якими вона стикається у своєму житті, серед яких є й релігійні.
Ідею не прийняли з ентузіазмом ні у Ватикані, ні назовні, усі вважали це поверненням до церкви тріумфуючої, до минулого.
«Папа, однак, був непохитний. Він стояв на своєму, бо хотів, щоб зустріч з молоддю була і катехизацією, і обміном досвідом», — каже Бедесчі.
Кульмінацією перших Світових Днів Молоді була зустріч Папи Івана Павла II з молоддю у Вербну неділю 1984 року. «Успіх був несподіваний, ніхто не сподівався, що прийде так багато молодих людей. Відправа Літургії була винятковою, а Папа щасливий. Він дуже здивував нас, коли сказав, що це потрібно повторити», — згадує голова фонду Івана Павла ІІ.

### Історія заснування Світових Днів Молоді
Започаткування Світового Дня Молоді належить св. Папі Івану Павлу II.
15 квітня 1984 — Вербна неділя. Зустріч молоді в Римі на площі св. Петра з нагоди відзначення Року Відкуплення. Блаженний Папа Іван Павло ІІ передав молоді чотириметровий Паломницький хрест з дерева з тим, щоб ті возили його по всьому світу. Він став головним символом Світового Дня Молоді. Цей хрест і до тепер подорожує по різних країнах світу, особливо по містах і селах країни, де проходитиме Світовий День Молоді.
31 березня 1985 — Вербна неділя. Зустріч молоді з нагоди Міжнародного Року Молоді. Святіший Отець пише Апостольський лист до молоді всього світу, а також оголошує створення Світових Днів Молоді. Це стає початком паломництва молоді по всій землі. До Риму прибуває 350 тис. молодих людей з усього світу.
Бл. Іван Павло ІІ завжди був особливо близький до молоді. У 1985 році, коли відбувся перший Світовий День Молоді, тодішній Папа сказав: «Уся Церква на всесвітньому рівні має бути все більше відданою підтримці молоді у їх клопотах і прагненнях, у їх відкритості і надіях, для того, щоб відповісти на їх очікування і передати їм ту впевненість, якою є Христос».
Відтоді Світові Дні Молоді проводяться кожні два-три роки. Крім них, в усіх країнах світу, єпархіальні Дні Молоді, як започаткував бл. Папа Іван Павло ІІ, відзначаються кожного року у Вербну Неділю. Згідно зі звичаєм, молодь, яка приїжджає на це зібрання, протягом кількох днів (тижнів) має відповідне підготування — катехизацію у різних парафіях країни, в яких проходить Світовий День Молоді.
Світовий День Молоді показує світові свідчення живої і перетворюючої віри, виявляє лице Христа кожній молодій людині, яка бере участь у цій великій події.

### Ікона Світових Днів Молоді
Хрест СДМ в паломництві по світу супроводжується Іконою Божої Матері. Це копія відомого образу в Римі, яка виливає повноту ласк, Salus Populi (Спасіння Народу).
Традиція свідчить, що під час страшної епідемії чуми в Римі в 590 році Папа Григорій Великий ніс цю ікону під час ходи-молитви, просячи Бога врятувати місто від лиха. В один момент він побачив чудового ангела на небі, який щойно сховав каральний меч, який був знаком Божого гніву. Коли чума поступилися, швидко поширилася набожність до Божої Матері в цій іконі. Чудотворний образ Божої Матері Salus Populi знаходиться в Римі, в Базиліці Санта Марія Маджоре.
У 2000 році копія ікони була розміщена на вівтарі під час зустрічі молоді на Tor Vergata, в Римі. У своєму посланні до Світового Дня Молоді у 2003 році Папа Іван Павло II, написав до молоді: «Знайте, що у важкі моменти, які бувають в житті кожної людини, ви не самі: так само, як Івану біля підніжжя Хреста, Він дає і вам свою Матір, щоби Вона втішала вас своєю ніжністю. … Мої дорогі друзі, ви знаєте: християнство — це не лише ідея, що складається з пустих слів. Християнство — це Христос! Ця Особа, це Життя! Зустріти Ісуса, любити Його і зробити все, щоб Він був люблений — це є християнське покликання. Марія є допомогою в цьому, щоби вам увійти у більш щирі й особисті стосунки з Ісусом. Приклад Марії вчить вас звернути свій погляд любові на Нього, Який полюбив нас першим. Своїм заступництво Вона формує в вас серце учнів, які вміють слухати Сина, що відкриває нам справжнє обличчя Отця і правдиву гідність людини».
Від Вербної Неділі 2003 Святіший Отець Іван Павло II хотів, щоб Ікона Божої Матері долучилася до Хреста СДМ в прощі з ним по країнам всього світу і в підготовці до наступних Світових Днів Молоді. У цей день, 13 квітня 2003, Папа Іван Павло II звернувся до молоді: «Делегації, яка прибула з Німеччини, сьогодні також доручаю Ікону Марії. Відтепер, разом з Хрестом, вона буде супроводжувати Світові Дні Молоді. Ось твоя Мати! Це буде знак материнської присутності Марії серед молоді, яка так, як Апостол Іван, запрошена взяти Її до свого життя.»
Образ Божої Матері, розташований поряд з хрестом, нагадує молоді слова Христа: «Сину, ось Матір твоя». Крім того, нагадує також вчинок св. Івана: «Учень взяв її до себе додому».

### Хронологія СДМ
Від 1984 року Світові Дні Молоді відбулися в наступних країнах світу:
1985 р. — Рим, Італія
1987 р. — Буенос-Айрес, Аргентина (за участю мільйона молоді)
1989 р. — Сантьяго-де-Компостела, Іспанія, (600 тисяч учасників)
1991 р. — Ченстохова, Польща, (мільйон і п'ятсот тисяч учасників)
1993 р. — Денвер, США, (500 тисяч учасників)
1995 р. — Маніла, Філіппіни, (4 мільйони учасників)
1997 р. — Франція (мільйон учасників)
2000 р. — Рим (два мільйони учасників)
2002 р. — Торонто, Канада, (800 тисяч учасників)
2005 р. — Німеччина (мільйон учасників)
2008 р. — Сідней, Австралія, (500 тисяч учасників)
2011 р. — Мадрид, Іспанія, (2 мільйони учасників із 192 країн)
2013 р. — Ріо-де-Жанейро, Бразилія
2016 р. — Краків

### Світовий День Молоді 2013. Статистика.
Хоч офіційно на СДМ зареєструвалось 427 тисяч осіб з 175 країн світу, реальна кількість учасників постійно зростала. На першій Літургії були присутні 600 тисяч людей, за два дні на Копакабані Папу вітало 1,2 млн осіб, у Хресній Дорозі брало участь вже 2 мільйони, а наступного дня в молитовному чуванні з Папою — 3,5 млн осіб.
Серед учасників переважали паломники з Латинської Америки, особливо багато людей приїхало з Аргентини, США, Чилі, Італії, Венесуели, Франції, Парагваю, Перу і Мексики. 73 % учасників приїхали до Бразилії вперше, а 87 % ніколи раніше не брали участі у СДМ. 55 % становили жінки, 60 % осіб належали до вікової категорії 19-34 роки.
У Ріо приїхало 644 єпископи, 28 з них є також кардиналами, 7814 священиків і 632 диякони. Обслуговували подію 6,4 тисячі акредитованих журналістів з 57 країн світу.
Катехези для молоді відбувались у 264 місцях 25-ма мовами світу. Допомагало 60 тисяч волонтерів, виступало понад 800 артистів.
Світовий День Молоді показує світові свідчення живої і перетворюючої віри, виявляє лице Христа кожній молодій людині, яка бере участь у цій великій події.
Крім того, що молодь, з нагоди участи в цій великій події, має нагоду споглядати красу, яку Господь надав кожній країні, вона водночас є відкрита для сприйняття катехизи, християнського свідчення, сопричастя з іншими. Молодь також надає приклади любови до ближнього і до Церкви, бере участь у музичних фестивалях, культурних заходах тощо. Це, одним словом, зустріч сердець, які вірять і які спонукані тією самою надією братерства в різнородности. 
Світовий День Молоді є надзвичайним засобом усвідомлення молодих людей у християнській вірі. Він є немов закваскою, яка зроджує в серцях молодих людей зріст у вірі, розносячи по країнах світу надію, яку зроджує віра. Вона закликає їх бути щедрими свідками християнського життя.
Яка користь із участи в цій події? Стати учасником Божого Царства, отримати впевненість у Божій любові, впевненість, що стає знаком і милосердям для інших, несе і дає світло Божого миру. Це саме те, чого сучасний світ потребує. Прощення, милосердя, миру, які зменшать у сучасному світі насильство, війни, корупцію, злочинність, іншими словами все те, що відбирає можливість молодим людям зростати і поставити свої особисті цінності на служіння людям. У тому знаходиться мрія всіх, що спільність з Христом Господом, дружність з Ним, пробудить у кожного те, що він має в собі.
Молімося, щоб Господь просвітлював усіх учасників Світових Днів Молоді, щоб згідно зі своїм християнським покликанням вони стали учнями і місіонерами Євангелія у своїх країнах. Саме молоді з такою місією сьогодні потребує Церква.

## Дивись також
День молоді